# 16Down
16Down is een Nederlandse band uit Zwolle. De band werd bij het grote publiek vooral bekend doordat hun muziek vaak op de radio gedraaid werd en door de media-aandacht van tv-zenders als TMF en MTV. De band kwam in 1997 voort uit The Prodigal Sons.
In 2004 trad de groep op in de voorprogramma's van de Nederlandse zangeres Anouk tijdens de tournee Graduated Fool. Ze trokken hiermee ook de aandacht van de Zweedse producer Andreas Ahlenius, die vervolgens de tweede cd, Life in a Fishbowl, mede produceerde. In 2001 had de band een radiohit met het nummer Subtle Movements, geproduceerd  door componist en tekstschrijver Marco Hovius en Han Nuyten mixer. 
De derde cd, F.L.O., werd opgenomen in San Francisco en evenals de voorgaande cd's geproduceerd en gemixt door Marco Hovius. Deze cd werd gelanceerd in Paradiso in Amsterdam in samenwerking met Second Life. Er volgde een tournee van circa 60 optredens in 2008 en 2009.
16Down heeft op veel festivals opgetreden, zoals Parkpop, Bospop en Lowlands.

## Bezetting
- Marco Hovius: Zang, Gitaar

## Discografie
- Headrush (2001, Dino Music)
- Life in a Fishbowl (2003, Dino Music/EMI)
- F.L.O. (2008, Flow Records)